# Hélène de Waldeck-Pyrmont
Titre
Duchesse d'Albany
27 avril 1882 – 28 mars 1884
(1 an, 11 mois et 1 jour)
La princesse Hélène de Waldeck-Pyrmont (Helene Friederike Auguste zu Waldeck und Pyrmont), née le 17 février 1861 et morte le 1er septembre 1922, est la fille du prince Georges-Victor de Waldeck-Pyrmont et de la princesse Hélène de Nassau. Elle devient duchesse d'Albany et membre de la famille royale britannique par mariage.

## Biographie

### Famille et jeunesse
La princesse est née à Arolsen, capitale de la principauté de Waldeck-Pyrmont. Elle est la cinquième fille et le cinquième enfant du prince Georges-Victor de Waldeck-Pyrmont et de sa première épouse Hélène de Nassau. Elle est la sœur cadette de Pauline, princesse de Bentheim-Steinfurt, de Marie, épouse du futur Guillaume II de Wurtemberg, et d'Emma, seconde épouse du roi Guillaume III des Pays-Bas ; elle est la sœur aînée de Frédéric, dernier prince régnant de Waldeck-Pyrmont et d'Élisabeth, princesse d'Erbach-Schönberg, ainsi que la demi-sœur aînée de Wolrad de Waldeck-Pyrmont. 
Ses grands-paternels sont Georges II de Waldeck-Pyrmont et Emma d'Anhalt-Bernbourg-Schaumbourg-Hoym. Ses grands-parents maternels sont Guillaume de Nassau et sa seconde épouse la princesse Pauline de Wurtemberg.

### Mariage

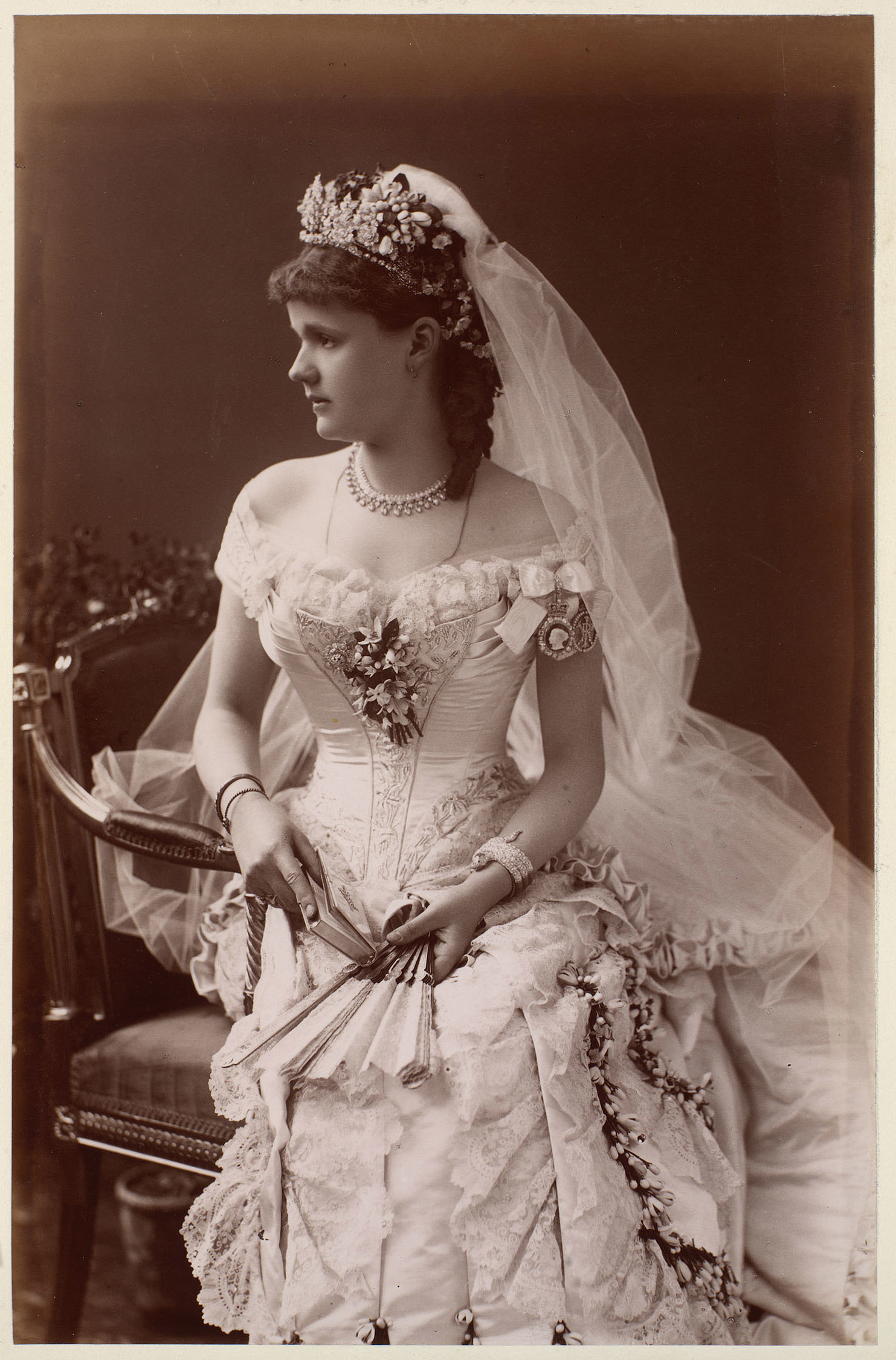
La princesse Hélène le jour de son mariage.

Avec ses sœurs Emma et Pauline, Hélène est considérée comme une potentielle seconde épouse de leur cousin éloigné Guillaume III des Pays-Bas. Elle rencontre ensuite un autre cousin éloigné, le prince Léopold, duc d'Albany, fils cadet de la reine Victoria, à la suggestion de celle-ci. Ils se fiancent en novembre 1881. Le couple se marie le 27 avril 1882 en la chapelle Saint-Georges de Windsor. Le couple a deux enfants :
- Alice d'Albany (1883-1981), épouse en 1904 Alexandre de Teck, comte d'Athlone ;
- Charles-Édouard (1884-1954), duc de Saxe-Cobourg-Gotha, épouse en 1905 Victoria-Adélaïde de Schleswig-Holstein-Sonderbourg-Glücksbourg.

C'est un brillant mariage pour une princesse de Waldeck mais son époux est atteint d'hémophilie et la princesse lui sert d'infirmière. Cependant, le couple est uni et heureux et s'installe à Claremont House. Pour soigner la santé du duc, le couple s'installe en février 1884 sur la Riviera à Cannes. Mais, ayant fait une chute dans l'escalier de leur hôtel, le prince, victime d'une hémorragie, succombe à l'âge de 30 ans. Hélène est alors enceinte de leur deuxième enfant.

### Veuvage
Veuve à l'âge de 23 ans, la princesse reçoit le soutien de sa belle-mère la reine Victoria, et elle continue à résider avec ses deux enfants à Claremont House. Après la mort de son neveu Alfred de Saxe-Cobourg-Gotha en 1899 et la renonciation au duché du prince Arthur pour lui, son fils et ses descendants, son fils Charles-Édouard est choisi comme nouvel héritier et quitte sa mère et sa sœur pour s'installer en Allemagne. L'empereur Guillaume II s'intéresse vivement à l'éducation de ce jeune cousin germain qu'il considère comme son « septième fils ». Le prince monte sur le trône cobourgeois en 1900 à l'âge de 16 ans. En revanche, sa fille Alice reste en Angleterre et par son mariage avec le prince Alexandre de Teck en 1904, elle devient la belle-sœur de Mary de Teck.
Lorsque la Première Guerre mondiale éclate, son fils Charles-Édouard se retrouve à combattre dans l'armée allemande. La même année, son demi-frère, le prince Wolrad de Waldeck-Pyrmont, tombe au champ d'honneur à l'âge de 22 ans. En 1917, cédant à la germanophobie ambiante, son neveu, le roi Georges V du Royaume-Uni, exclut de la famille royale tous les princes et princesses de son sang qui ne renoncent pas à leurs titres et noms allemands. Cette mesure ne concerne pas la duchesse d'Albany mais son gendre le prince de Teck se mue en comte d'Athlone. En revanche, son fils, en tant que prince souverain et officier allemand, est exclu de la Maison de Windsor, ce qui pèse lourdement sur son avenir. En 1918, la monarchie s'effondre en Allemagne et son frère le prince Frédéric de Waldeck-Pyrmont ainsi que son fils, comme leurs pairs et parents, abdiquent.
Hélène meurt le 1er septembre 1922 d'une crise cardiaque à Hinterriss dans le Tyrol, alors qu'elle rend visite à son fils bien-aimé.

## Personnalité et travail social

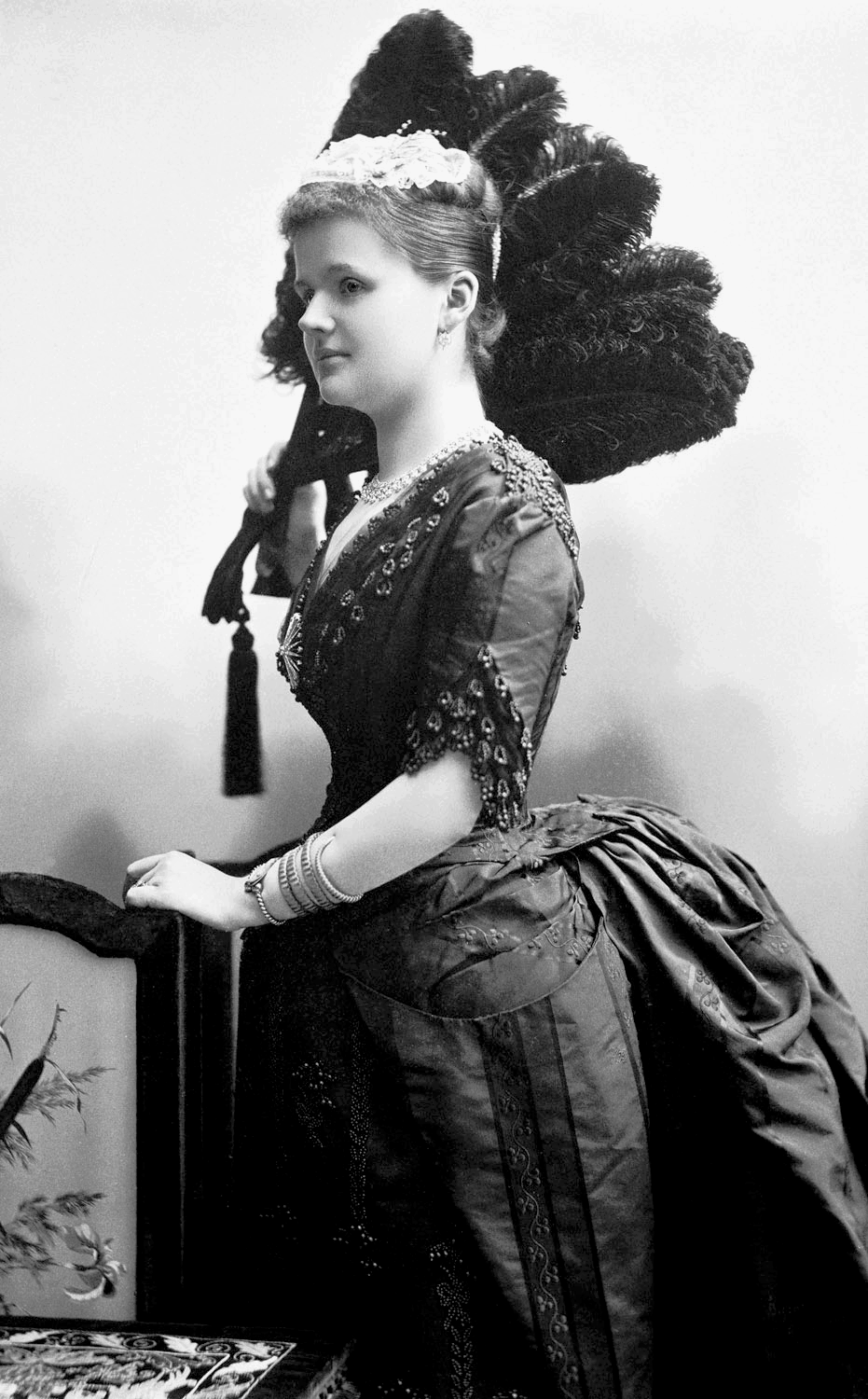
La princesse Hélène dans les années 1880.

Selon les mémoires de sa fille, la princesse Alice d'Albany, Hélène est très intelligente, avec un sens aigu du devoir et un véritable amour du travail social. La reine Victoria, d'abord inquiète qu'Hélène se révèle être une princesse allemande typiquement discrète, fait remarquer dans une lettre à sa fille aînée, la princesse héritière d'Allemagne Victoria, qu'elle est ravie qu'Hélène aime « aller parmi les gens ». La reine en vient bientôt à considérer sa jeune belle-fille avec beaucoup de respect et d'affection, malgré ses inquiétudes initiales lorsqu'elle a appris de la part de sa fille qu'Hélène est une « intellectuelle », étant exceptionnellement bien éduquée pour une princesse. Avant son mariage, le père d'Hélène l'a en effet nommée surintendante des écoles maternelles de sa principauté et, à ce titre, la princesse a conçu le programme éducatif des élèves. Hélène aime particulièrement résoudre des problèmes mathématiques et lire de la philosophie : au cours de leur mariage, le prince Léopold présente fièrement sa femme au cercle d'universitaires avec lequel il s'est lié d'amitié à l'université d'Oxford. Hélène maintient ces amitiés pour le restant de sa vie.
En 1894, Hélène est l'une des fondatrices du Deptford Fund, qui lance de nombreux projets pour aider la communauté locale de Deptford. En 1899, Hélène inaugure l'Institut Albany, qui se développe ensuite en un centre communautaire combiné avec la salle de théâtre connue sous le nom d'Albany Empire.
Hélène est également impliquée dans plusieurs organisations caritatives hospitalières et avec d'autres dédiées à la fin de la traite des êtres humains. Pendant la Première Guerre mondiale, elle organise une grande partie de son travail caritatif en coordination avec celui de sa belle-sœur la princesse Béatrice et de la nièce de son mari la princesse Marie-Louise .

## Titres et prédicats
- 17 février 1861 - 27 avril 1882 : Son Altesse Sérénissime la princesse Hélène de Waldeck-Pyrmont[2]
- 27 avril 1882 -11 octobre 1905 : Son Altesse Royale la duchesse d'Albany[3]
- 11 octobre 1905 - 1er septembre 1922 : Son Altesse Royale la duchesse douairière d'Albany[4]